# 船歌
船歌（Barcarolle），源自意大利语“barca”，意为“船”，起源於意大利威尼斯，本來是撐貢多拉的船夫所唱的當地民歌，後來由作曲家將其轉為古典音樂曲種之一，有趣的是，把這種曲調發揚起來的，反而並不是意大利作曲家。
船歌一般都是採用以 
、
（有時亦會採用 
）這類複拍子寫成，因為複拍子的節奏向來都常應用以描寫流動的水（例如貝多芬的《第6號交響曲》第2樂章便是最好的引證）。而一般船夫撐船時，船槳的起落通常會形成「落槳慢，起槳快」的節奏，這和複拍子的節奏不謀而合。當然亦有例外的，如柴可夫斯基的鋼琴組曲《四季》中的船歌，便是用回4/4節奏。

## 例子
奥芬巴赫的歌剧《霍夫曼的故事》中的船歌「美麗的夜晚」(法語：Belle nuit, ô nuit d'amour）可以說是船歌中的代表作。另外蕭邦的《升F大調船歌》，作品60則是器樂曲之中最著名的。
在蕭邦之前，船歌的題裁已經在其他作曲家的作品中出現，特別是歌劇。意大利作曲家喬萬尼·帕伊謝洛、羅西尼；德國的韋伯在其歌劇中已出現有船歌風格的詠嘆調；唐尼采第的悲歌劇《馬利諾·法列羅》的開場，也是由飾演貢多拉船夫和合唱所唱出的船歌來交待威尼斯的背景。其後威爾第的《假面舞會》（Un ballo in maschera）中列卡度（Riccardo）所唱出的「她是否忠實地等著我」（Di'tu se fidele il flutto m'aspetta）也是其中的例子。至於非意大利的例子，則有英國的蘇利文所寫的輕歌劇《皮納福號軍艦》（H.M.S. Pinafore）。
至於器樂曲，除了蕭邦及柴可夫斯基外，孟德爾頌的鋼琴套曲《無言歌》中亦有三首屬船歌，分別收錄在作品19b-6、30-6及62-5內；阿爾坎的作品65；巴托的鋼琴組曲《門外》；以及魯賓斯坦、格拉祖諾夫、巴拉基列夫、法雅等皆有創作過。
聲樂曲方面，舒伯特的其中一首藝術歌曲《在水上歌唱》（Auf dem Wasser zu singen，D774）被認為也是套用了船歌的格式。
踏入二十世紀，較著名的有浦朗克的《拿波里組曲》第1首；魏拉·羅伯士的《第2號三重奏》第2樂章；蓋希文的《浪花之歌》；以及伯恩斯坦的歌劇《康第德》中的「國王船歌」等。